# 新竹縣私立康乃薾國民中小學
新竹縣私立康乃薾國民中小學，位於新竹縣竹北市六家一路二段115號的一所包含小學與中學的私立學校，於2007年由黃忠山董事長成立，黃董事長同時也是東元綜合醫院的創辦人。康乃薾雙語中小學隸屬於星苗康乃薾教育體系，教育體系内包括星苗國際教育體系 (嬰幼兒部)、康乃薾國際幼兒學校、康乃薾雙語中小學、星苗康乃薾美語以及康乃薾國際實驗國高中。